# Johann Jakob Hottinger
Pour l’article homonyme, voir Johann Jakob Hottinger (théologien).
Johann Jakob Hottinger est un philologue, critique et théologien suisse, né dans le canton de Zurich le 2 février 1750 et mort le 4 février 1810. 

## Biographie
Il s'adonne avec distinction à l'enseignement dans sa ville natale, et est un des collaborateurs les plus actifs de Wieland dans la rédaction du Musée attique (1805-1809). On a de lui, entre autres écrits, Essai d'une comparaison des poètes allemands avec les Grecs et les Romains (1789, in-8°); Opuscula philologica, critica atque hermeneutica, 1817, in-8°).

## Source
Grand dictionnaire universel du XIXe siècle